# Vers (Lot)
Vers (en occitano Vèrn) era una comuna francesa situada en el departamento de Lot, de la región de Occitania, que el 1 de enero de 2017 pasó a ser una comuna delegada de la comuna nueva de Saint-Géry-Vers al fusionarse con la comuna de Saint-Géry.

## Demografía
| Gráfica de evolución demográfica de Vers entre 1800 y 2014 |
|                                                            |

Los datos demográficos contemplados en este gráfico de la comuna de Vers se han cogido de 1800 a 1999 de la página francesa EHESS/Cassini, y los demás datos de la página del INSEE.